# Bramstorp
Bramstorp is een plaats in de gemeente Växjö in het landschap Småland en de provincie Kronobergs län in Zweden. De plaats heeft 75 inwoners (2005) en een oppervlakte van 8 hectare. De plaats ligt aan het kleine meer Lången en voor de rest bestaat de directe omgeving van de plaats voornamelijk uit bos en moerasachtig gebied. De stad Växjö ligt ongeveer twaalf kilometer ten noorden van het dorp.

## Verkeer en vervoer
Bij de plaats lopen de Riksväg 27 en Riksväg 29.